# انشراح
انشراح یا شرح سوره‌ای از جزء ۳۰ دارای ۸ آیه است. کلمه شرح به معنی گشاده شدن و وسیع شدن است. اکثر مفسران به مکی بودن سورهٔ انشراح معتقدند.

## نزول
طباطبائی می‌نویسد: «این سوره هم می‌تواند مکی باشد و هم مدنی». به باور او سیاق این سوره به سوره‌های مدنی نزدیک‌تر است.

## اسامی
محدثان‌، قاریان و مفسران‌ این سوره را به عنوان «اَلَم‌ْ نَشْرَح‌ْ» خطاب می‌کردند و اسم دیگری روی آن نمی‌گذاشتند؛ محمدعلی لسانی فشارکی می‌گوید آنها بخاطر احتياط چنین کرده‌اند. برخلاف این آنها، خطاطان و ناسخان بالای سوره عنوان «الانشراح» را می‌نگاشتند. «انشراح» مصدر فعل «نشرح» است که در باب انفعال قرار دارد؛ این کلمه برآمده از اولین آیه سوره است.
در سال ۱۳۳۷ ه.ق، در قرآنی تحت عنوان مصحف امیری (چاپ بولاق) تحت نظر جمعی از علمای جامعة الازهر منتشر شد، عنوان این سوره را «الشرح» ذکر کردند. لسانی فشارکی می‌گوید عنوان «الشرح» از همینجا در بعضی چاپ‌های قرآن و تفسیرها شایع شد و قبل از این رایج نبود.